# FK Bohumín
Der FK Bohumín ist ein tschechischer Fußballverein aus der mährisch-schlesischen Stadt Bohumín. Er wurde 1931 als AFK Nový Bohumín gegründet. Er spielte von 1972 bis 1974 und von 1976 bis 1983 in der 2. tschechoslowakischen Liga, sowie von 1993 bis 1995 in der 2. tschechischen Liga.

## Vereinsgeschichte
Erst 1928 kam es in Bohumín zur Gründung eines tschechischen Fußballklubs, bis dahin gab es nur Vereine der deutschsprachigen Bevölkerung. Allerdings bestand Slezká Slavia Bohumín nur kurze Zeit. Im Frühjahr 1931 wurde der AFK Nový Bohumín gegründet, der zum erfolgreichsten Klub der Stadt werden sollte. Bis zum Beginn des Zweiten Weltkriegs, der die Wettbewerbe unterbrach, pendelte der AFK zwischen der dritten und vierten Leistungsstufe.
Nach der Machtübernahme der Kommunistischen Partei 1948 kam der Verein unter das Patronat der örtlichen Stahlwerke und firmierte fortan unter der Bezeichnung AFK Baňská a hutní Bohumín. Im September 1949 wurde das Stahlwerk in Bohumínské železárny Gustava Klimenta, kurz BŽGK umbenannt, der Vereinsname änderte sich entsprechend in TJ BŽGK Bohumín. Vier Jahre später kam es zur größten Reorganisation im tschechoslowakischen Sport, allen Vereinen, die einem Betrieb des Bergbaus oder der Eisen- bzw. Stahlverarbeitung untergeordnet waren, erhielten die Bezeichnung Baník. Der neue Vereinsname lautete folglich TJ Baník BŽGK Bohumín. 1958 griff noch einmal die Politik in den Sport ein. Es kam zur Fusion der beiden Staatsbetriebe BŽGK und Drátovný Bohumín, das neue Unternehmen trug den Namen Železárny a drátovny Bohumín, kurz ŽD, entsprechend wurde auch der Verein in TJ ŽD Bohumín umbenannt.
In der Saison 1958/59 gelang ŽD Bohumín der Aufstieg in die dritthöchste Spielklasse. Vor der Saison 1969/70 wurde die dritte Liga, bisher aus sechs Gruppen mit je 14 Mannschaften auf drei Gruppen à 16 Teams reduziert, mit einem fünften Platz in der Gruppe D gelang ŽD Bohumín die Qualifikation. Von Anfang an spielte die Mannschaft vorne mit, wurde 1969/70 Fünfter und 1970/71 Zweiter. In der folgenden Saison erreichte Bohumín mit dem Aufstieg in die landesweite 2. tschechoslowakische Liga den bis dahin größten Erfolg der Vereinsgeschichte. Die Mannschaft konnte den Vorteil des unterschätzten Neulings in der Saison 1972/73 für sich nutzen und wurde Siebter. Im Jahr darauf bewahrheitete sich die Aussage, dass das zweite Jahr oft schwerer ist. Als Tabellenletzter stieg Bohumín ab. Schon nach zwei Jahren gelang der Wiederaufstieg, diesmal konnte sich die Mannschaft bis 1983 in der zweithöchsten Spielklasse halten.
In der letzten gemeinsamen Spielzeit der Tschechoslowakei 1992/93 belegte ŽD Bohumín den zweiten Platz in der MSFL und qualifizierte sich damit für die 2. Liga der Tschechischen Republik 1993/94. Dort belegte die Mannschaft nur den vorletzten Platz, sicherte sich den Klassenerhalt aber aufgrund einer Ausweitung des Teilnehmerfeldes auf 18 Mannschaften. Zum Einsatz kam in dieser Saison auch Dragan Jankulovski, der Bruder des Nationalspielers Marek Jankulovski.
Vor der Saison 1994 gewann der Klub den Brünner Unternehmer Josef Tetur und dessen Firma Dipol als neuen Sponsor, der Klub spielte kurze Zeit als FC Dipol Bohumín ehe er in FC Coring Bohumín umbenannt wurde. Der 13. Rang reichte in der Spielzeit 1994/95 bei fünf Absteigern nicht, um die Klasse zu halten. Tetur zog sich aus dem Verein zurück, der, finanziell geschwächt und in SK Bohumín umbenannt, auch in der MSFL nicht konkurrenzfähig war. Lediglich der Ausschluss des FC Pares Prušánky bewahrte die Mannschaft, die im Laufe der Saison 1995/96 nur vier Mal gewann, vor einem erneuten Abstieg. Der folgte nur ein Jahr später und auch in der vierten Liga konnte sich die Mannschaft, nun wieder unter dem Kürzel ŽD Bohumín antretend, nicht halten.
Im fünftklassigen Přebor spielte Bohumín mit wechselndem Erfolg, war dem Abstieg beispielsweise 2003/04 aber näher als dem Aufstieg. Zum 1. Juli 2006 fusionierte der Klub deshalb mit einem weiteren Verein aus der Stadt, dem FC Rapid Skřečoň zum FK Bohumín und siedelte auch auf dessen Platz über.

## Ligazugehörigkeit Tschechoslowakei
|         | 71/72 | 72/73 | 73/74 | 74/75 | 75/76 | 76/77 | 77/78 | 78/79 | 79/80 | 80/81 | 81/82 | 82/83 | 83/84 | 84/85 | 85/86 | 86/87 | 87/88 | 88/89 | 89/90 | 90/91 | 91/92 | 92/93 |
| ------- | ----- | ----- | ----- | ----- | ----- | ----- | ----- | ----- | ----- | ----- | ----- | ----- | ----- | ----- | ----- | ----- | ----- | ----- | ----- | ----- | ----- | ----- |
| 1. Liga |       |       |       |       |       |       |       |       |       |       |       |       |       |       |       |       |       |       |       |       |       |       |
| 2. Liga |       | 7.    | 16.   |       |       | 4.    | 4.    | 6.    | 9.    | 8.    | 13.   | 14.   |       |       |       |       |       |       |       |       |       |       |
| 3. Liga | 1.    |       |       | 2.    | 1.    |       |       |       |       |       |       |       | 4.    | 7.    | 5.    | 6.    | 6.    | 5.    | 10.   | 3.    | 5.    | 2.    |

## Ligazugehörigkeit Tschechien
|         | 93/94 | 94/95 | 95/96 | 96/97 | 97/98 | 98/99 | 99/00 | 00/01 | 01/02 | 02/03 | 03/04 | 04/05 | 05/06 | 06/07 | 07/08 |
| ------- | ----- | ----- | ----- | ----- | ----- | ----- | ----- | ----- | ----- | ----- | ----- | ----- | ----- | ----- | ----- |
| 1. Liga |       |       |       |       |       |       |       |       |       |       |       |       |       |       |       |
| 2. Liga | 15.   | 13.   |       |       |       |       |       |       |       |       |       |       |       |       |       |
| 3. Liga |       |       | 15.   | 15.   |       |       |       |       |       |       |       |       |       |       |       |
| 4. Liga |       |       |       |       | 16.   |       |       |       |       |       |       |       |       |       |       |
| 5. Liga |       |       |       |       |       | 5.    | 11.   | 6.    | 7.    | 8.    | 14.   | 12.   | 10.   | 6.    |       |

### Statistik
- 2. Tschechische Liga 1993/94 und 1994/95:

| Liga            | Platz     | Spiele | Siege | Remis | Niederlagen | Tore  | Punkte |
| 2. Liga 1993/94 | 15. Platz | 30     | 6     | 6     | 18          | 22:60 | 18     |
| 2. Liga 1994/95 | 13. Platz | 34     | 14    | 4     | 16          | 46:52 | 46     |

## Bekannte ehemalige Spieler
- Petr Drozd
- Martin Guzík
- Michal Guzík
- Kamil Janšta
- Bohuš Keler
- František Kunzo
- Milan Lednicky
- Jaroslav Netolička
- Marek Poštulka
- Pavel Srníček
- Pavol Švantner

## Vereinsnamen
- 1931 AFK Nový Bohumín
- 1948 AFK Baňská a hutní Bohumín
- 1949 TJ BŽKG Bohumín
- 1953 TJ Baník BŽKG Bohumín
- 1958 TJ ŽD Bohumín
- 1993 FC ŽD Bohumín
- 1994 FC Dipol Bohumín
- 1994 FC Coring Bohumín
- 1996 SK Bohumín
- 199? ŽD Bohumín
- 2006 FK Bohumín